# Jugoslaviens kommunistförbund
Jugoslaviens kommunistförbund (serbokroatiska: Savez komunista Jugoslavije, Савез комуниста Југославије) skapades 1919 som Jugoslaviens kommunistiska parti i Kungariket Jugoslavien. Partiet förbjöds och sympatisörer förföljdes fram till andra världskriget, då Jugoslavien ockuperades och delas upp av axelmakterna i april 1941. Därefter inleddes ett våldsamt motstånd av jugoslaviska partisaner under kommunistisk ledning.
Efter krigets slut etablerades 1945 Socialistiska federativa republiken Jugoslavien som en enpartistat. Dess mest kända ledare var Josip Broz, mer känd som "Tito", som var president mellan 1953 och 1980.
Partiet löstes upp 1990 vid kalla krigets slut då de jugoslaviska upplösningskrigen började.

Kommunistförbundets flagga